# Dou (Han Wendi)
Dou, född okänt år, död 135 f.Kr., var en kinesisk kejsarinna, gift med kejsar Han Wendi. Hon var rådgivare till både sin make och son. 

## Biografi
Dou kom från en fattig familj och var ursprungligen tjänare i kejsarpalatset, när hon gavs i gåva som konkubin till den blivande kejsaren, då prins, av Änkekejsarinnan Lü.
Dous make blev kejsare år 179. Maken avled 179, och efterträddes då av deras son. Hon utövade ett stort inflytande över statens affärer som politisk rådgivare till både sin make och son. Hon använde främst sitt inflytande för att gynna taoismen, och blev som sådan en centralfigur i en kulturell guldålder.
Efter sin sons död 157 fick hon dock mindre inflytande under sin sonson. Hon föraktade konfucianismen, men kunde inte förhindra att den gjordes till statsreligion av hennes sonson. 

## Eftermäle
I Kinas historia har hennes politiska gärning fått ett gott omdöme och hon har blivit ett positivt exempel på en politiskt aktiv kvinna. 